# Jarmila Gerbič
Jarmila Gerbič, slovenska sopranistka, operna in koncertna pevka ter glasbena pedagoginja, * 24. maj 1877, Zagreb, † 22. avgust 1964, Ljubljana.
Po končanem študiju solopetja na praškem glasbenem konservatoriju je od leta 1901 prirejala koncerte na Dunaju, Gorici, Plzňu, Pragi in Zagrebu. Leta 1908 je pela vlogo naslovne junakinje pri prvi slovenski uprizoritvi opere Rusalka Antonína Leopolda Dvořáka. Od 1910 je 40 let v Ljubljani zasebno poučevala solopetje.